# رافائل آلبرشت
رافائل آلبرشت (آلمانی: Rafael Albrecht; ۲۳ اوت ۱۹۴۱ – ۳ مهٔ ۲۰۲۱) بازیکن فوتبال آلمانی‌تبار اهل آرژانتین بود.
از باشگاه‌هایی که در آن بازی کرده‌است می‌توان به باشگاه ورزشی سن لورنسو آلماگرو، باشگاه فوتبال اطلس، باشگاه فوتبال لئون، و باشگاه فوتبال استودیانتس اشاره کرد.
وی همچنین در تیم ملی فوتبال آرژانتین بازی کرده‌است.